# بني قاسم (بني قيس الطور)

تعديل مصدري - تعديل

بني قاسم هي إحدى قرى عزلة ربع هفج بمديرية بني قيس الطور التابعة لمحافظة حجة، بلغ تعداد سكانها 682 نسمة حسب تعداد اليمن لعام 2004.